# Barbara Gluck
Barbara Gluck, née en 1938, est une photographe photojournaliste américaine.

## Biographie
Enfant unique de parents immigrants hongrois, elle est née et a grandi à New York.
Elle est diplômée de l'université de New York en Arts de la Communication, avec une majeure en journalisme.
Gluck a passé six années dans le secteur de la publicité, notamment en tant que Art Buyer et directrice des expositions chez McCann-Erickson. En 1964 à New York, elle fut ainsi l'organisatrice de la première exposition majeure de Richard Avedon, qui reçut un accueil phénoménal de la presse et du public. Le critique John Dumiak écrivit dans le magazine Popular Photography : « Il n'y a jamais eu une exposition photographique comme celle-ci… C'est l'exposition de photos la plus spectaculaire de tous les temps ».
Sa carrière prend un tournant en 1968 lorsqu'un de ses amis, Joseph Treaster (son futur mari), un correspondant de NY Times qui couvrait la guerre du Viêt Nam, l'invite à prendre trois semaines de vacances en Asie du Sud-Est.
Ils se rencontrèrent à Hong Kong où elle acheta quelques appareils et ils firent un peu de tourisme avant de se rendre à Saïgon où son ami travaillait. À compter de cette date, elle ne reprit jamais son poste en vue dans la publicité. Elle demeura pratiquement quatre ans au Vietnam pendant la guerre (1968/69 puis 1972/73).
Barbara Gluck fut la seule photographe (et certainement la seule femme) à :
1. voler dans une mission de bombardement de 14 h à bord d'un B-52, parti de Guam.
2. atterrir et décoller sur des porte-avions afin de couvrir des missions de bombardements (1 femme, 5000 hommes)
3. passer 24 heures en territoire ennemi avec le Viet Cong.

Son courage dans ces missions fut permanent.
Ces années furent pour elle l'occasion de mûrir et elle s'installa comme photographe d'art en 1976 à Santa Fe, au Nouveau-Mexique tout en continuant son travail de photojournaliste.

## Publications
Les photos de Barbara Gluck ont été publiées dans de nombreux journaux
prestigieux, parmi lesquels : Le New York Times, le Washington Post,
Time Magazine, le London Sunday Telegraph.

## Quelques expositions personnelles
- Cross Campus Library Gallery, université Yale, novembre 1974
- Image Gallery, New York, 1975
- Popular Photography Gallery, New York, août 1975
- Museum of Southwest, Midland, Texas, 1980
- Hamline University Art Gallery, Minneapolis, Minnesota, 1983

## Quelques expositions collectives
- Exposition World Press Photos Awards, Amsterdam, Pays-Bas, 1973
- Museo des Artes, São Paulo, Brésil

## Collections
- Metropolitan Museum of Art, New York
- Centre international de la photographie, New York
- Getty Center, Los Angeles

## Récompenses et prix
- 1973, Lauréate du World Press Photo, catégorie Outstanding News Photos
- 1974, Poynter Fellowship, université Yale